# 法蒂马圣母城 (阿威罗)
法蒂马圣母城是葡萄牙阿威罗区的一个堂区。总面积12.44平方公里，总人口1870人，人口密度150.3人/平方公里。